# Рошкань (Страшенський район)
Рошкань (рум. Roșcani) — село у Страшенському районі Молдови. Утворює окрему комуну.

## Населення
За даними перепису населення 2004 року у селі проживали 1650 осіб.
Національний склад населення села:
| Національність       | Кількість осіб | Відсоток   |
| -------------------- | -------------- | ---------- |
| молдавани румуни     | 1595 35        | 96,7% 2,1% |
| росіяни              | 14             | 0,8%       |
| українці             | 2              | 0,1%       |
| гагаузи              | 1              | 0,1%       |
| болгари              | 1              | 0,1%       |
| інша / без відповіді | 2              | 0,1%       |
| Всього               | 1650           | 100%       |